# Sittang
Sittang o Paunglaung és un riu de Birmània (Myanmar) que corre entremig de les valls de l'Irauadi i el Salween. Està separat del primer per les muntanyes Pegu Yoma i del segon per la serralada de Paunglaung; corre en direcció sud des del districte de Yamethin (de la divisió de Mandalay) rebent diversos afluents cap massa important, fins a arribar a la part nord del golf de Martaban on desaigua a la mar, en un punt situat just enmig de Yangon i de Mawlamyine (Moulmein). Entre les ciutats a la seva riba destaquen Toungoo i Shwegyin.